# 2018年平昌パラリンピックの中立パラリンピック選手
2018年平昌パラリンピックの中立パラリンピック選手（2018ねんピョンチャンパラリンピックのちゅうりつパラリンピックせんしゅ）は、2018年3月9日から3月18日まで（いずれも現地時間）の日程で開催された2018年平昌パラリンピックにおける選手団。今大会では平昌オリンピックと同様にロシア選手団としての出場は認められなかった。オリンピックでは「ロシアからのオリンピック選手」という国名入りの個人参加選手団となったが、パラリンピックでは国名を含まない「中立パラリンピック選手（Neutral Paralympic Athletes）」という名称での出場となった。

## 概要
出場した競技の内訳は、アルペンスキーが10名、車いすカーリングが5名、クロスカントリースキーが12名、スノーボードが3名の選手、合計30名が出場した。